# هايمار زوبيلديا
هايمار زوبيلديا (بالإسبانية: Haimar Zubeldia)‏ مواليد 1 أبريل 1977 في أوسوربيل، غيبوثكوا، منطقة إقليم الباسك، هو دراج إسباني في صنف سباق الدراجات على الطريق.

## سجل النتائج

### المراكز
- حقق المركز الـ 10 في طواف إسبانيا 2000
- حقق المركز الـ 10 في طواف إسبانيا 2002
- حقق المركز الـ 5 في سباق طواف فرنسا 2003
- حقق المركز الـ 8 في سباق طواف فرنسا 2006
- حقق المركز الـ 5 في سباق طواف فرنسا 2007
- حقق المركز الـ 6 في سباق طواف فرنسا 2012
- حقق المركز الـ 10 في كريثيديا دو دوفين 2012
- حقق المركز الـ 8 في سباق طواف فرنسا 2014
- حقق المركز الـ 6 في طواف كاليفورنيا 2015

## وصلات خارجية
- الموقع الرسمي

## روابط خارجية
- هايمار زوبيلديا على موقع الاتحاد الدولي للدراجات (الإنجليزية)
- هايمار زوبيلديا على موقع أرشيف الدراجات (الإنجليزية)
- هايمار زوبيلديا على موقع إحصائيات الدراجات الإحترافية (الإنجليزية)
- هايمار زوبيلديا على موقع نسبة الدراجات (الإنجليزية)
- هايمار زوبيلديا على موقع CycleBase (الإنجليزية)